# NGC 24
NGC 24 este o galaxie spirală situată în constelația Sculptor. A fost descoperită de William Herschel în anul 1785, și are lungimea peste 40000 de ani-lumină.

## Galerie

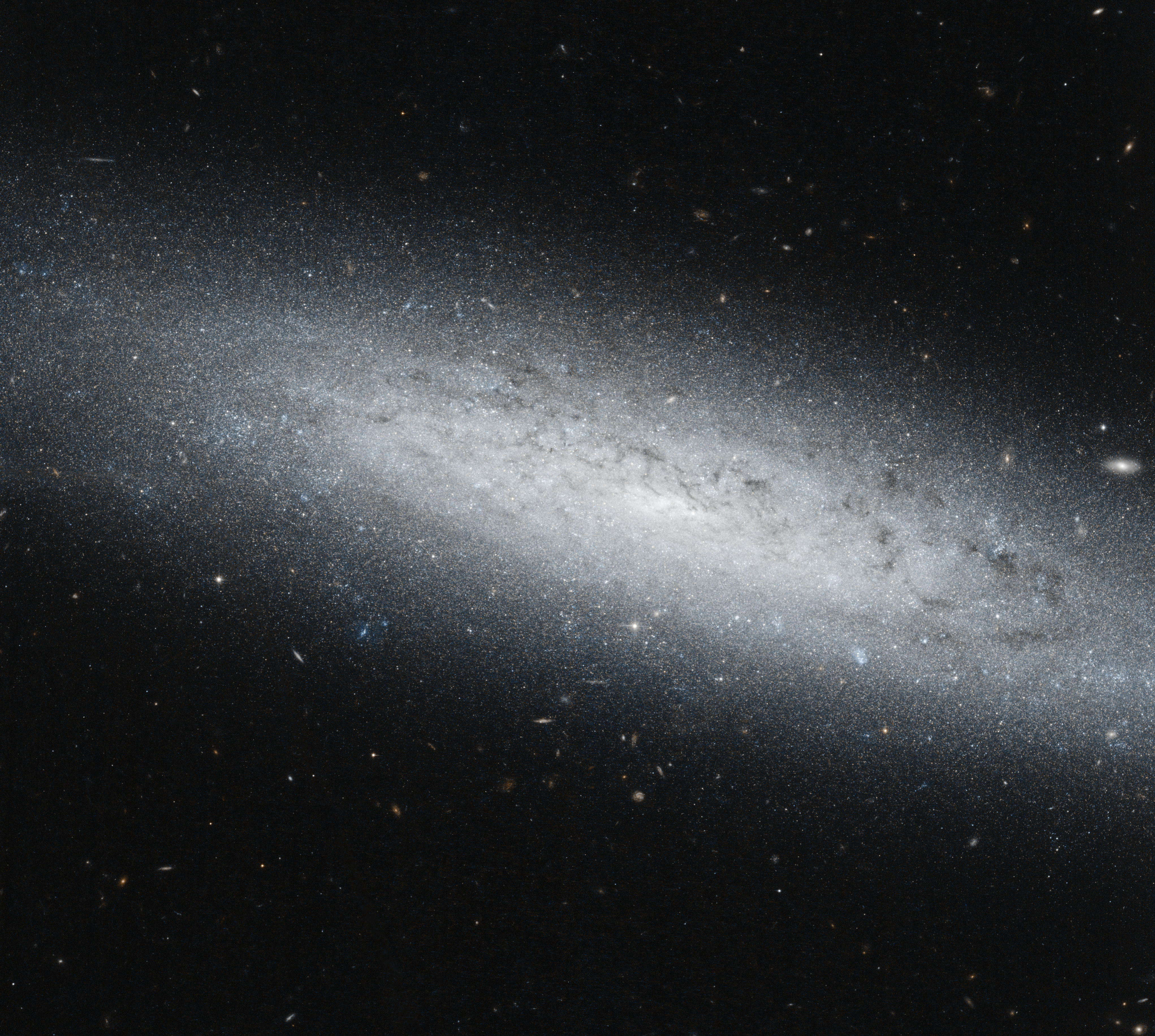
NGC 24 (de către Hubble)
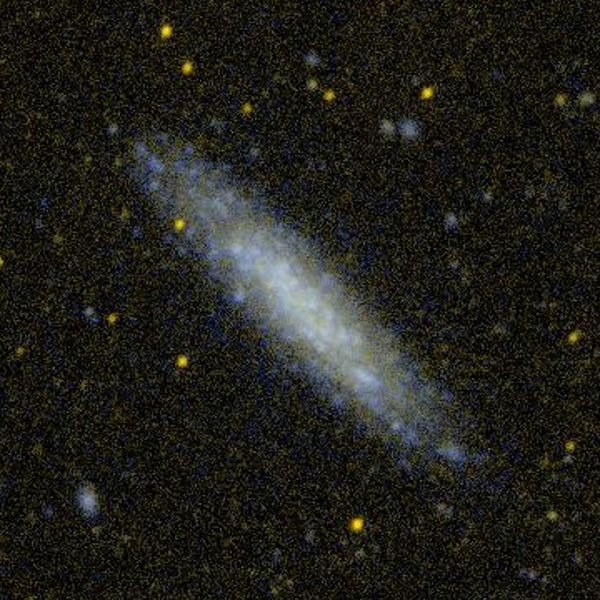
NGC 24 (GALEX, ultraviolet)
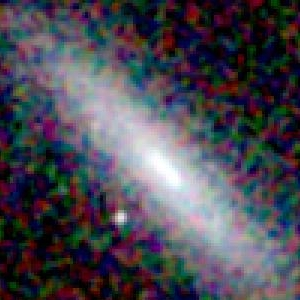
NGC 24 (2MASS, aproape infraroșu)
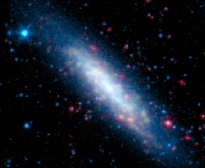
NGC 24 (Spitzer, infraroșu)
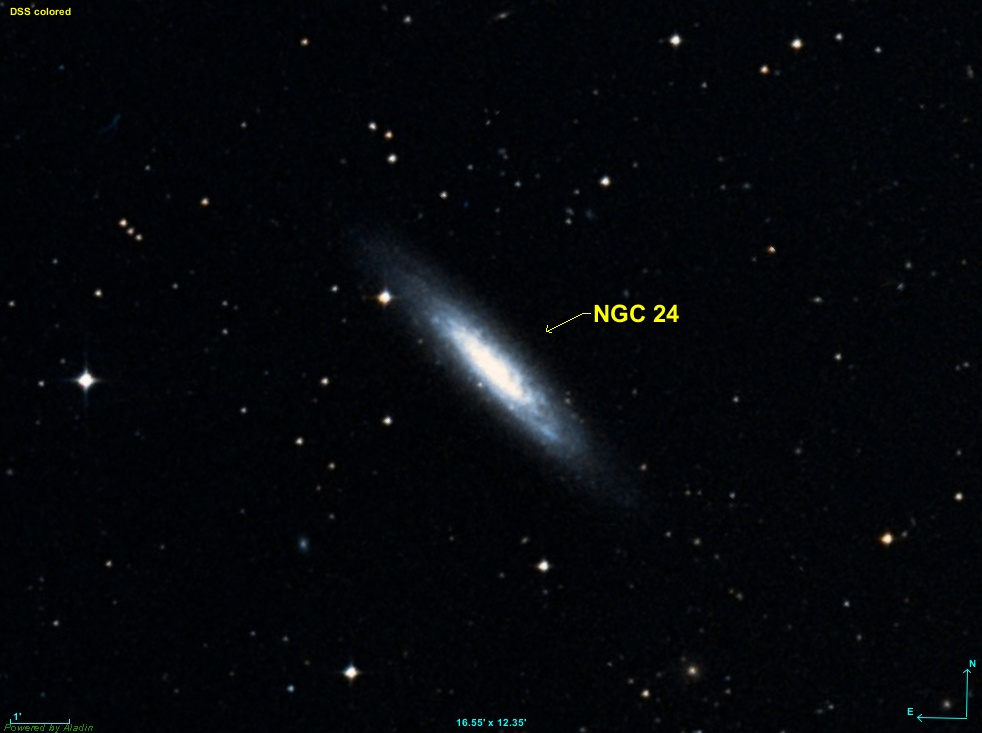
NGC 24 (DSS)